# Túnel M-111 Madrid-Aeropuerto

El túnel de la M-111 es un túnel que se encuentra debajo de las pistas del aeropuerto Madrid-Barajas.
Se inauguró en 2003.
- Datos: Q6154675